# Jiří Reinberger
Jiří Reinberger né le 14 avril 1914 à Brünn, mort le 28 mai 1977 à Prague est un organiste et compositeur tchèque.

## Carrière
Il fait des études musicales au conservatoire de Brno (orgue, composition musicale) avec Edouard Trägler, V. Petrzelka et Vladimir Novák. Il prend des cours avec Bruno Wiedermann, Günther Ramin et Karl Straube. Il débute alors une double carrière de soliste de et de pédagogue. Il est nommé professeur d'orgue au conservatoire de Prague (1945-1951) puis professeur à l'académie des Arts de Prague (1951-1977). Il a créé des œuvres d'Alois Hába, Miloslav Kabeláč, Jan Hanuš et lui-même a composé des pièces pour orgue et pour orchestre.

## Source
- Alain Pâris, Dictionnaire des interprètes, Bouquins/Laffont, 1989, p. 717